# Iglesia de San Francesco della Vigna
La iglesia de San Francesco della Vigna (del italiano: chiesa di San Francesco della Vigna) es un edificio religioso de la ciudad de Venecia, situada en el Campo San Francesco della Vigna, en el sestiere de Castello, no lejos del Arsenale. Construida para los franciscanos, fue y es la segunda gran iglesia de la compañía tras la Basílica de Santa María dei Frari. Avalada por la nobleza veneciana, sus capillas laterales se convirtieron en capillas funerarias de las familias que habían financiado un fondo para su construcción.
La actual iglesia, iniciada por Jacopo Sansovino en 1534, se completó en 1554. Diez años más tarde, le fue confiada a Andrea Palladio la construcción de la magnífica fachada (1564), que la hace una de las iglesias más bellas del Renacimiento de Venecia. Es una de las cuatro iglesias venecianas en las que intervino Palladio, junto con iglesia de San Pietro di Castello (fachada, 1558), iglesia de San Giorgio Maggiore (1560-65) y la Basílica del Redentor (1577).

## Historia

### La iglesia

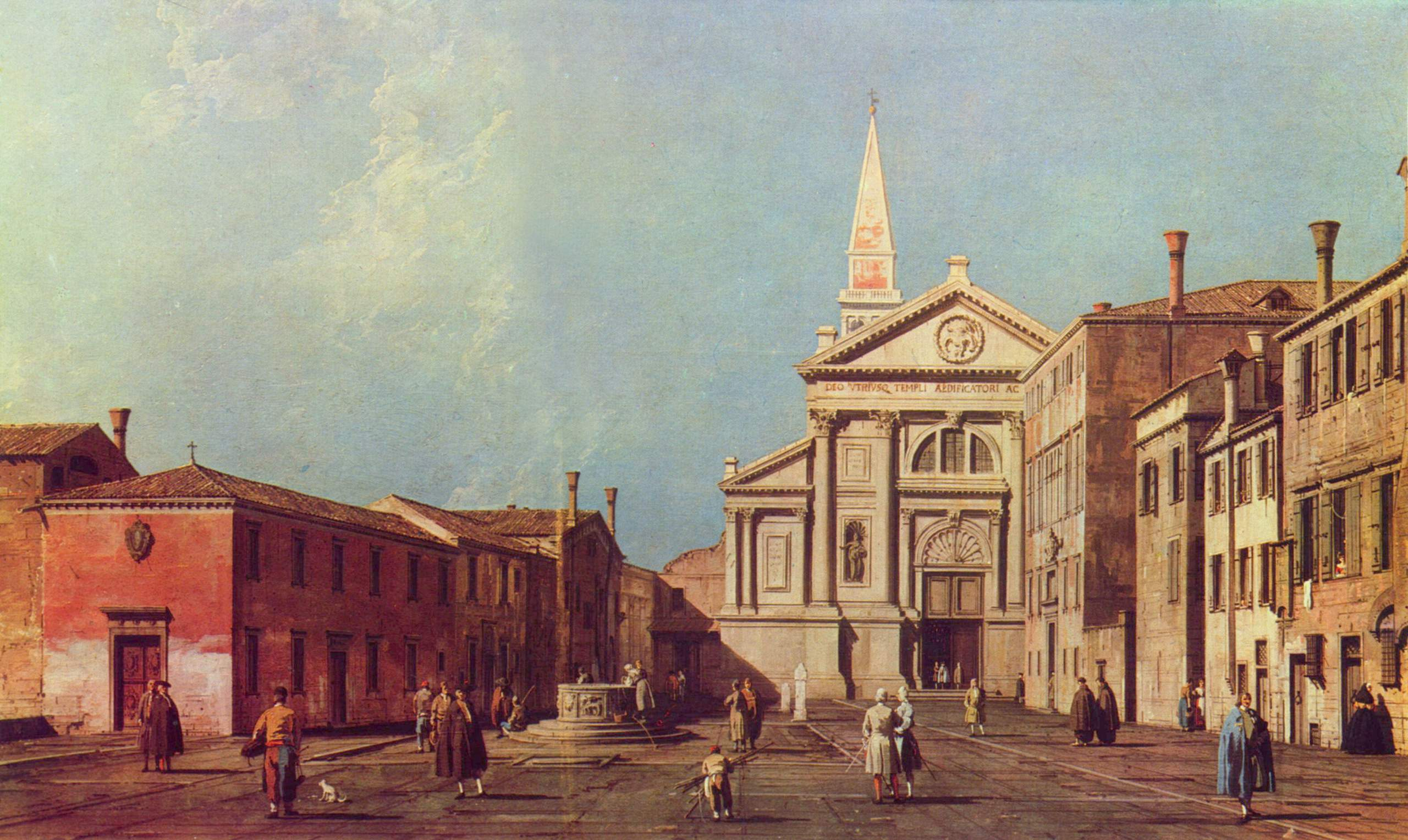
El Campo y la iglesia de San Francesco della Vigna, pintados por Canaletto.

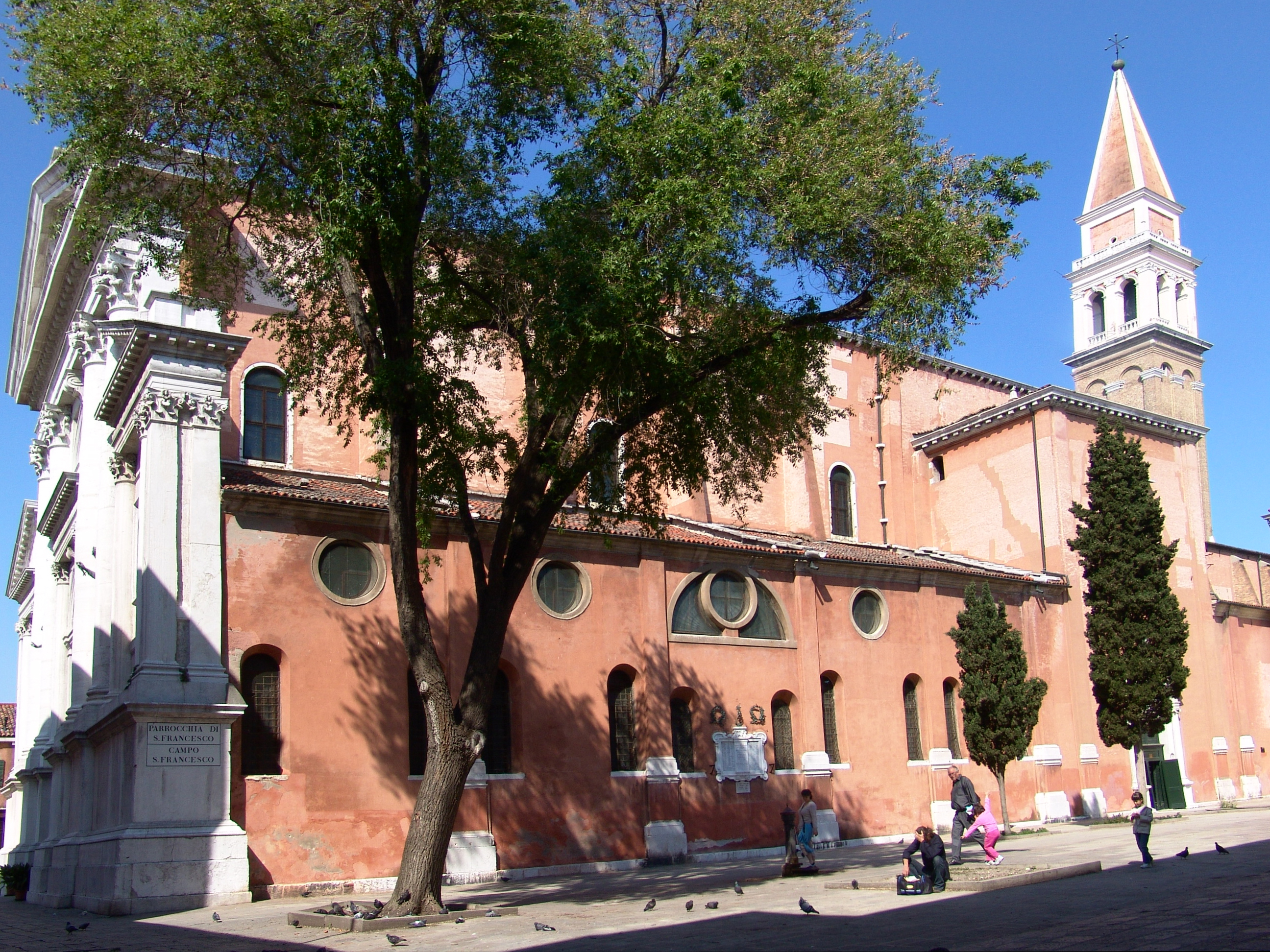
Vista lateral de la iglesia.

La parroquia de San Francesco della Vigna (instituida en 1810 tras la fusión con la vecina S. Giustina, S. Tèrnita y S. Antonino) debe su nombre al hecho de que en un origen el lugar donde se encuentra estaba cultivado con viñedos, los más extensos y fecundos de toda Venecia (pertenecientes a la familia Ziani). Gracias a una donación en 1253 de Marco Zian, en las inmediaciones de estos viñedos surgió una pequeña y modesta iglesia dedicada a San Marcos ya que, según una tradición de la época, aquel era el lugar que había albergado al evangelista durante una tormenta y donde se le apareció un ángel poco después de saludarlo con las palabras Pax tibi Marce Evangelista meus (lema de la Serenissima) y profetizándole la futura fundación de Venecia.
A la muerte de Marco Ziani conde de Arbe, miembro de la familia ya mencionada e hijo del dogo Pietro Ziani, se estableció en el testamento fechado el 25 de junio de 1253 que los viñedos, la iglesia y algunas tiendas fueran dejados o a los frailes Menores, o a los frailes Predicadores o a los cistercienses. Entre los tres, finalmente se consiguió la mejor, los Menores Observantes que se asentaron definitivamente aquí; pero ya que su número iba aumentando constantemente se tuvo que ampliar el convento y se decidió construir una nueva iglesia, diseñada por Marino da Pisa en estilo gótico, de tres naves,  (que fue llamada simplemente S. Francesco della Vigna), dejando todavía intacta la previamente construida y dedicada a San Marco.
En el siglo XVI, además de la necesidad del pueblo que se había asentado en la zona del Arsenale de tener un nuevo centro religioso donde poder orar y de que el mismo edificio amenazaba con derrumbarse, dos razones principales condujeron a la reconstrucción de la iglesia: la primera fue la reforma de la orden franciscana de los Observantes y la segunda el deseo del dogo Andrea Gritti, cuya palacio familiar estaba en la vecindad de la iglesia. Se decidió intervenir según un diseño renacentista de Jacopo Sansovino, siguiendo las directrices del hermano Francesco Zorzi, que reflejó por escrito sus ideas que basaban el dimensionamiento de los distintos elementos en el número tres, debido a su asociación con la Trinidad: la nave debía de tener nueve pasos de ancho y 27 pasos de largo, cada una de las capillas laterales, tres pasos de ancho. El dogo puso la primera piedra el 15 de agosto de 1534. Para obtener los fondos tan necesarios para la construcción, las capillas se vendieron por 200 a 350 ducados a los nobles donantes que podría poner en ellas su blasón y serían enterrados con sus familias. Por el derecho a ser enterrado delante del altar mayor, el dogo Gritti satisfizó mil ducados.
En 1542 Vettor Grimani y su hermano el cardenal Marino habían obtenido el derecho a construir la fachada y aunque la iglesia fue terminada en 1554, surgieron muchos problemas sobre la forma de construirla y los trabajos se interrumpieron durante un tiempo. Sin embargo, el diseño de Sansovino no fue del agrado de la mayoría y en 1562 fue elegido otro proyecto presentado por Andrea Palladio; y es a esta contienda a la que recuerdan las dos inscripciones en la fachada (Non sine jugi interiori y Exteriorique bello). Terminada de una vez por todas, la iglesia fue finalmente consagrada el 2 de agosto de 1582 por Giulio Superchio, obispo de Caorle.

### Convento

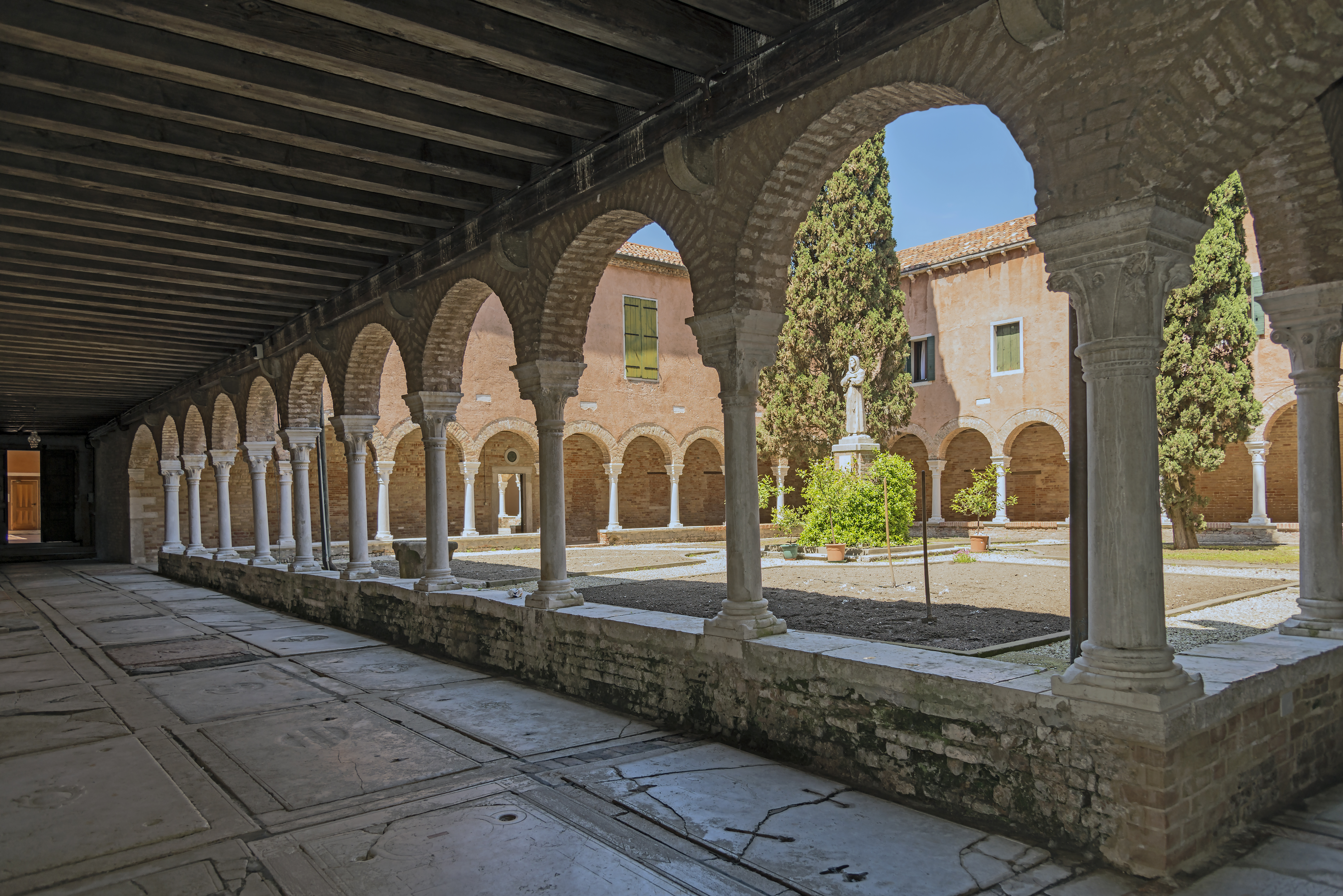
El claustro

Aunque el convento, que consta de dos claustros de los cuales el mayor utilizado como cementerio, durante esos años sufrió una restauración, como consecuencia de la supresión de las órdenes religiosas durante la etapa napoleónica en que fue convertido en cuartel. Y a tal función fue destinado incluso después de la readmisión de los frailes Menores Observantes en Venecia en 1836, que, inevitablemente, tuvieron que ir a vivir en un segundo convento, fundado en el siglo XV por Maria Benedetta princesa de Carignano y Angela Canal para las Terciarias Franciscanas. Después de haber sido ampliado e incluso incorporado el Palacio de la Nunciatura, finalmente, en 1866 después de un largo peregrinaje pudieron volver a su antiguo convento (comprado por la Commissariato di Terra Santa).
Aquí fueron enterrados muchos nobles venecianos. Hoy en día en los dos claustros se celebran exposiciones temporales, conciertos y se colocan pabellones que se utilizan en algunas exposiciones de la Biennale.

### Campanile
El altísimo campanile —un tipo especial de campanario, exento e independiente del templo—, que se asemeja mucho al campanile de San Marcos, comenzó a construirse en 1543; en 1581 Bernardino Ongarino erigió la parte final y fue obligado a taponar las aberturas hacia el Arsenale (el arquitecto fue puesto a cargo de la inmensa estructura); el 21 de septiembre de 1758 el edificio fue alcanzado por un rayo y fue restaurado en dos años. En 1779, sin embargo, la torre fue de nuevo completamente reconstruida tal y como era la preexistente. Tiene unos 70 metros de altura.

## La fachada palladiana

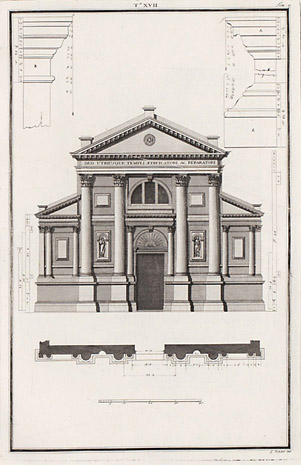
Diseño de la fachada (Ottavio Bertotti Scamozzi, 1783)

Después del desafortunado debut veneciano de San Pietro de Castello por parte de Andrea Palladio, fue probablemente esta vez Daniele Barbaro quien favoreció la nueva asignación al arquitecto vicentino, convenciendo al patriarca de Aquileia, Giovanni Grimani para confiarle la construcción de la fachada de San Francesco della Vigna. Era una elección de no poca importancia ya que excluía a Jacopo Sansovino, que había construido la iglesia treinta años antes (y que también preparaba diseños para la fachada), prefiriendo a Palladio que se imponía como una alternativa concreta, sostenido con el apoyo de la parte culturalmente más avanzada de la aristocracia veneciana, frente al ya anciano protagonista de la renovación arquitectónica de la Piazza San Marco. Giovanni Grimani, un hombre de gustos sofisticados y dueño de una refinada colección de antigüedades romanas, había sufrido en 1563 un insidioso proceso por herejía: del que fue absuelto de los cargos, y transformó la construcción de la fachada de San Francesco en una autocelebración privada.
Desde Leon Battista Alberti en adelante, los arquitectos del Renacimiento estaban involucrados en la difícil tarea de adaptar el frente de un edificio con una única sala, como era el templo antiguo, a la planimetria de más naves de las iglesias cristianas. Con la fachada de la iglesia de San Francesco della Vigna, Palladio ofreció su primera respuesta concreta al tema, después del desafortunado compromiso —básicamente sólo el diseño— de San Pietro de Castello. Proyectada sobre un único plano la nave mayor, cubierta por un gran tímpano, y las dos laterales cubiertas por dos semitímpanos, el problema compositivo era la unión orgánica de los dos sistemas y la relación modular de los dos órdenes, el mayor llamado a regir el tímpano principal y el menor los dos semitimpanos. La solución implementada por Palladio fue brillante, aunque obliga a establecer los dos órdenes en el mismo alto Basamento: una dificultad que será fácilmente superada en la fachada de la Basílica del Redentor, anteponiendo una gran escalinata en la sección central de la fachada.
Las enormes estatuas de bronce presentes en los nichos de la fachada representan a Moisés (izquierda) y San Paolo (derecha) fueron, sin embargo, realizadas por el escultor Tiziano Aspetti por voluntad testamentaria del mismo Grimani.

## Interior

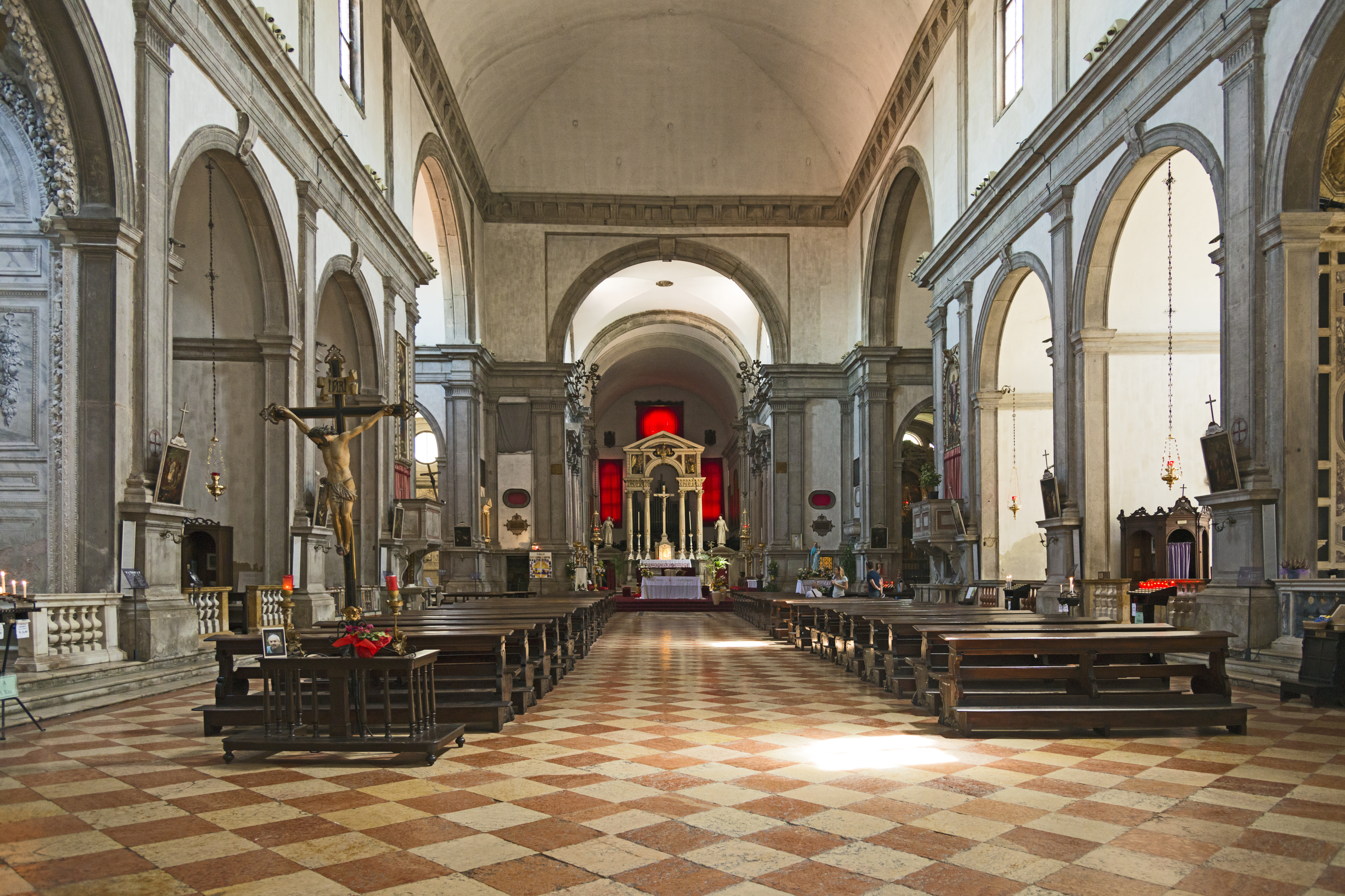
El interior de la iglesia.

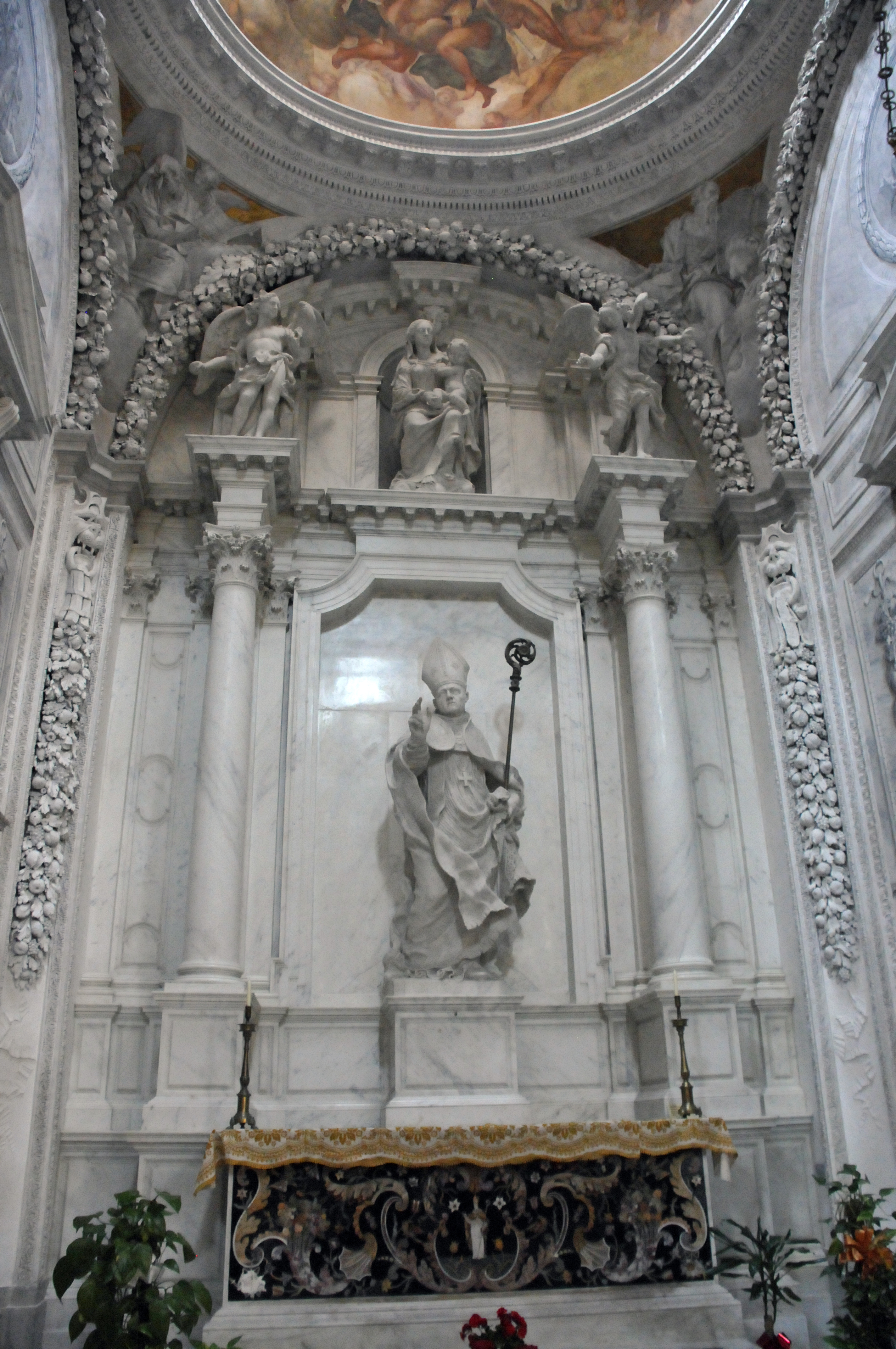
Capilla Sagredo.

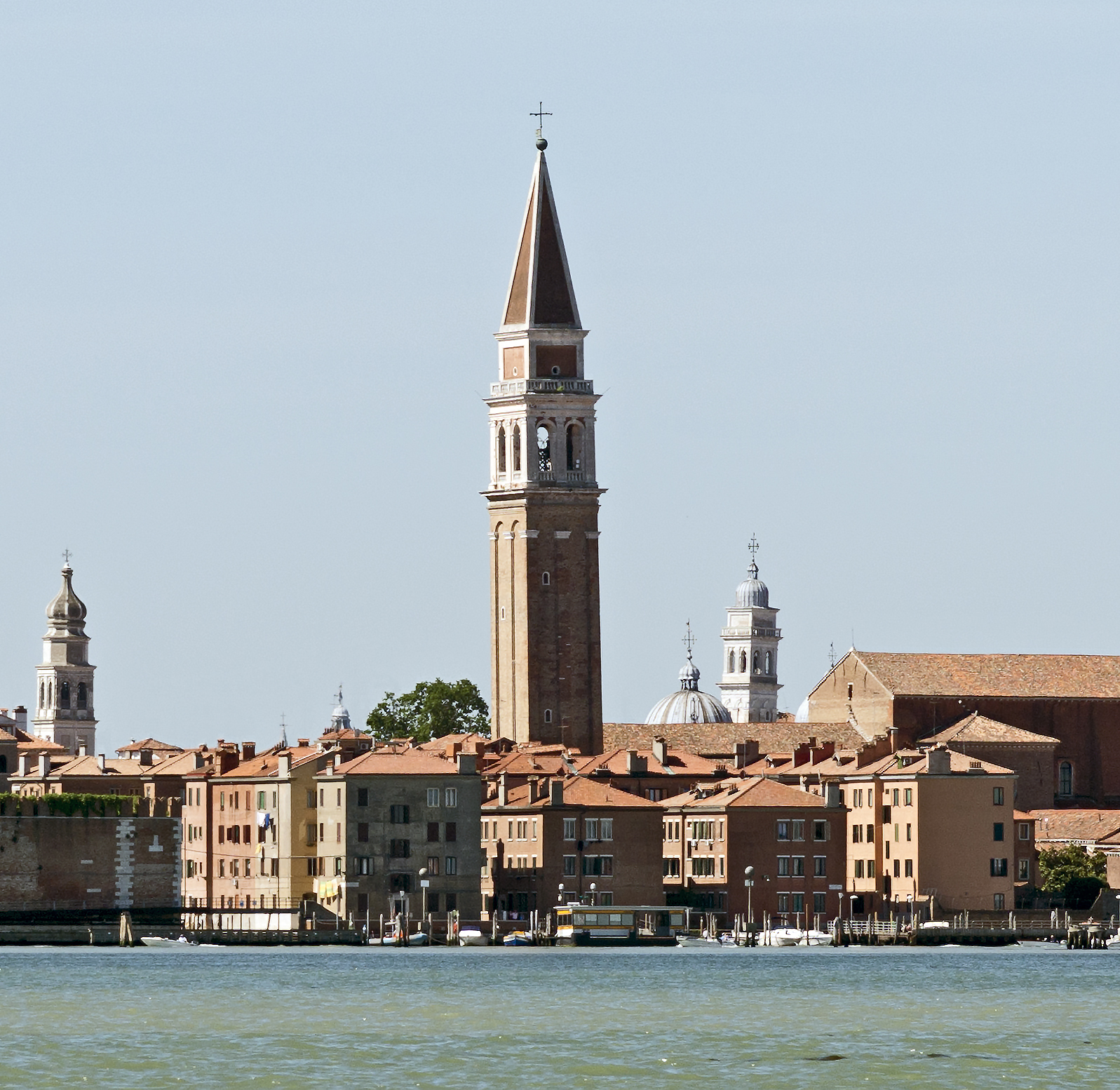
El campanile.

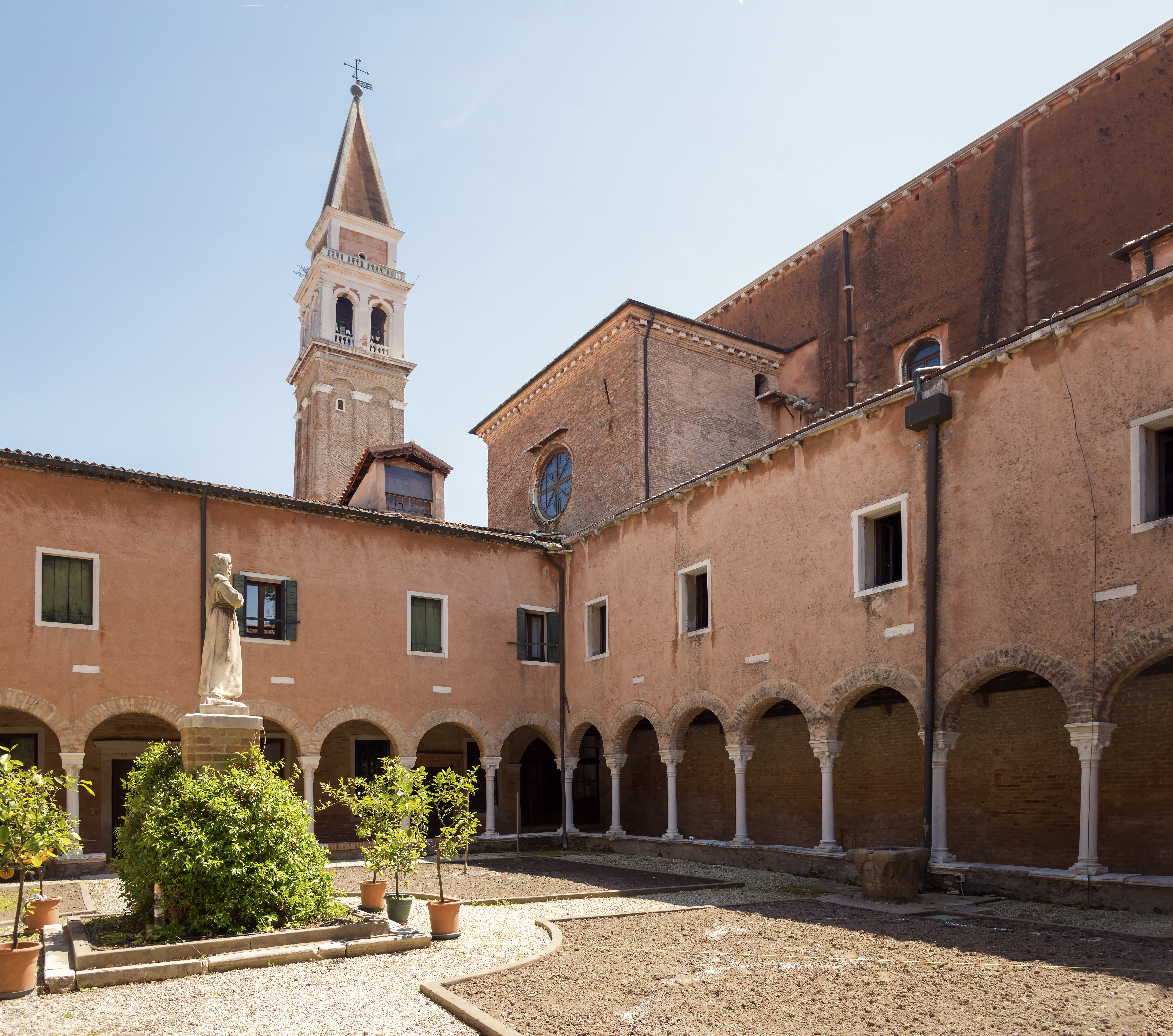
El claustro del convento.

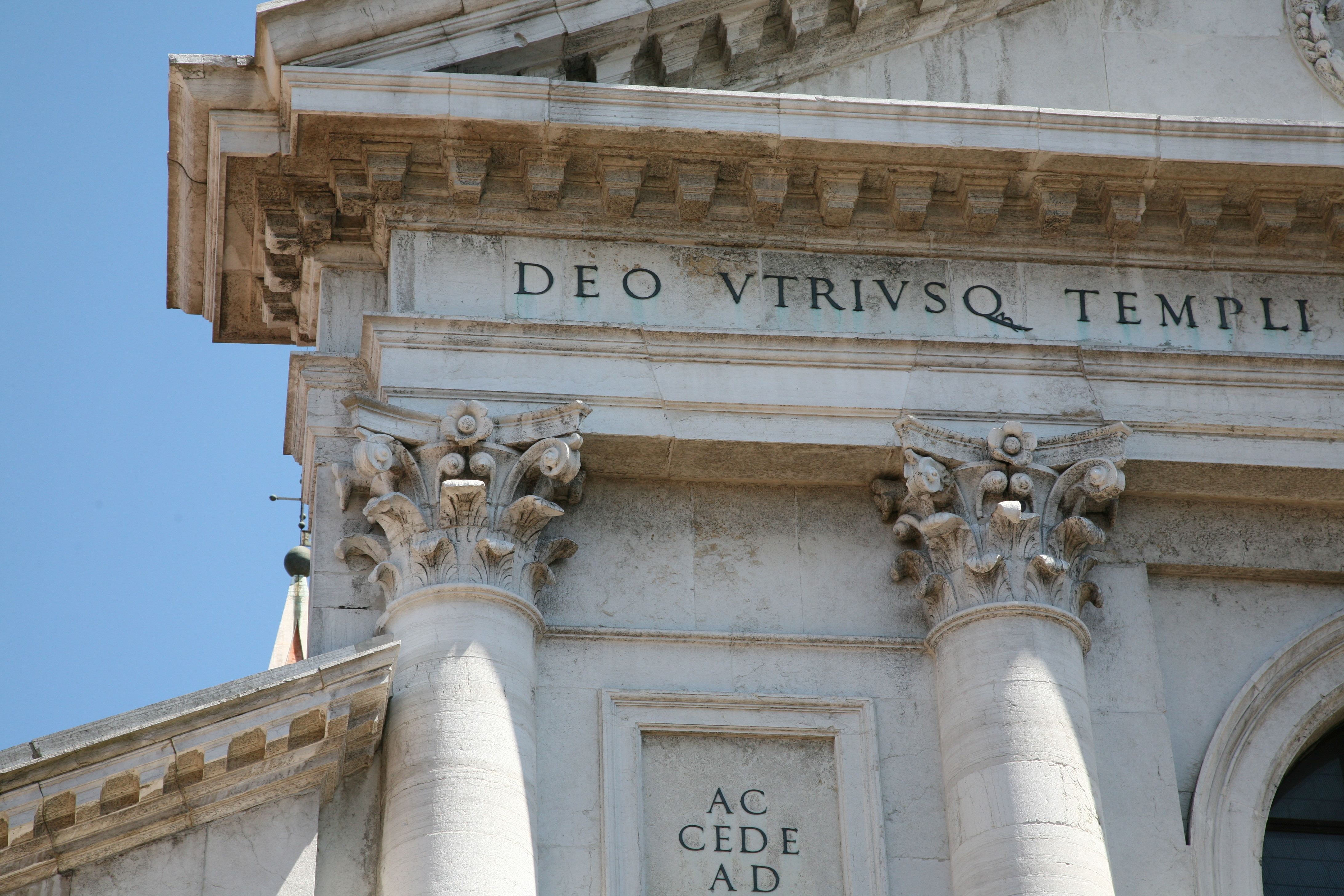
Detalle de la fachada.

El interior tiene la simplicidad y la gravedad de las iglesias franciscanas, con columnas dóricas de piedra de Istria. y con un coro, que durante la misa era ocupada por los monjes, situado detrás del altar.
La iglesia, con planta de cruz latina, presenta una amplia nave central flanqueada por seis capillas a cada lado que funcionan según la nueva concepción clásica de las naves laterales: a la derecha están la Bragadin, la Badoer-Surian, la Contarini, la Malipiero-Badoer, la Barbaro y la Morosini (o delle Sbarre) y, a la izquierda, la Grimani, la Montefeltro, la Basso-Sagredo, la Dandolo, la Giustinian "della Salute" y finalmente la Priuli. El espacio de la nave, en principio, marcado solo por las pilastras aisladas cuya función es sustentar la arcada, está subdividido por las paredes que terminan en el muro del ámbito, creando de este modo espacios singularmente conclusos. La superficie transitable de las capillas individuales, cerradas frontalmente por una balaustrada de mármol, es elevada en comparación con la del pasillo principal por medio de tres pasos que se extienden también a lo largo del transepto (formando así una figura en «T»).
La iglesia en el fondo termina con un profundo presbiterio de planta perfectamente rectangular dividida en dos partes por un altar detrás del cual estaba el coro de frailes. La particularidad de esta parte de la iglesia es que entre el muro perimetral y el interior que define el ancho del presbiterio están presentes dos corredores laterales que terminan en dos capillas menores (la de San Bonaventura y San Diego).
En las dos paredes del fondo del testero del transepto se abren las entradas laterales: a la izquierda, la del convento, y a la derecha, la del público, llamada porta di terra Santa, que lleva al campo adyacente recabado eliminando el espacio dedicado a la huerta.

### Capillas
Las distintas capillas tiene numerosas obras de arte, destacando las siguientes:
- la capilla Grimani (primera de la nave izquierda), decorada con pinturas en el techo de Battista Franco, y murales y retablo de Federico Zuccari. La capilla ha sido restaurada por la organización británica Venice in Peril, que también restauró la fachada de Palladio en la década de 1990;[3]

- la capilla Sagredo (tercera de la izquierda), una capilla con cúpula dedicada al Beato Gherardo Sagredo, muerto en 1046 y canonizado en 1076. Las enjutas están pintadas al fresco por Tiepolo (Los Cuatro Evangelistas) y la cúpula tiene un  sotto in su  al fresco de Gerolamo Pellegrini. Cuenta con una escultura de Andrea Cominelli y dos monumentos a los dogos Nicolò Sagredo (reinado 1675-76) y Giovanni Sagredo (r. 1676-91), de Giovanni Gai. Tiene una estatua del beato Gherardo de Giusto Le Court y otras esculturas de Enrico Merengo.[4] La capilla subraya las complejas maquinaciones en una oligárquica y aristocrática Venecia para mantener el nombre de la familia;[5]

- la capilla Giustinian "della Salute" (quinta de la izquierda) tiene dos tablas del Veronés, una Sagrada conversación y La Resurrección de Cristo  (de alrededor de 1560);

- la capilla Priuli (sexta de la izquierda) está dedicada a San Pasquale Baylon representado en una estatua de madera de 1691 del escultor gardenese Marchiò Molziner;

- la capilla Contarini (tercera de la derecha) tiene una escultura en alabastro de san Luis de Tolosa y La Virgen en majestad y santos de Palma el Joven (1628). Está decorada con pinturas de Francesco Fontebasso, que representan La Gloria de San Pedro de Alcántara en el techo y sobre los muros San Pedro de Alcántara y santa Teresa de Ávila, San Pedro de Alcántara y la reina Isabel de España, La Muerte de San Pedro de Alcántara y La Ascensión de Pedro de Alcántara al cielo. En las paredes, también hay dos pinturas ovales: a la derecha una obra con las virtudes cardinales, Fe, Esperanza y Caridad, de Jacopo Marieschi; y en la izquierda, La religión y la Meditación de Francesco Maggiotto. La decoración de la capilla fue terminada en 1789;[6]

- la capilla Barbaro (quinta de la derecha), de la familia Barbaro, tiene los escudos ancestrales Barbaro, un círculo rojo en un campo blanco, concedido en el siglo XII después de que el almirante Marco Barbaro saliera victorioso en Jaffa;[7]

- en el altar del brazo derecho del transepto, la Madone en el trono adorando al Niño Jesús de Antonio da Negroponte (ca. 1470),

- la capilla Giustiniani (a la izquierda del coro), con El monumento funerario del dogo Gritti;

- la Santa-Capilla accesible desde el brazo izquierdo del transepto, con una Madona con el Niño y los santos de Giovanni Bellini (1507).

En el interior de la iglesia se puede admirar el pala d'altare di Dolfin (retablo) y la Sacra conversazione de Giovanni Bellini.

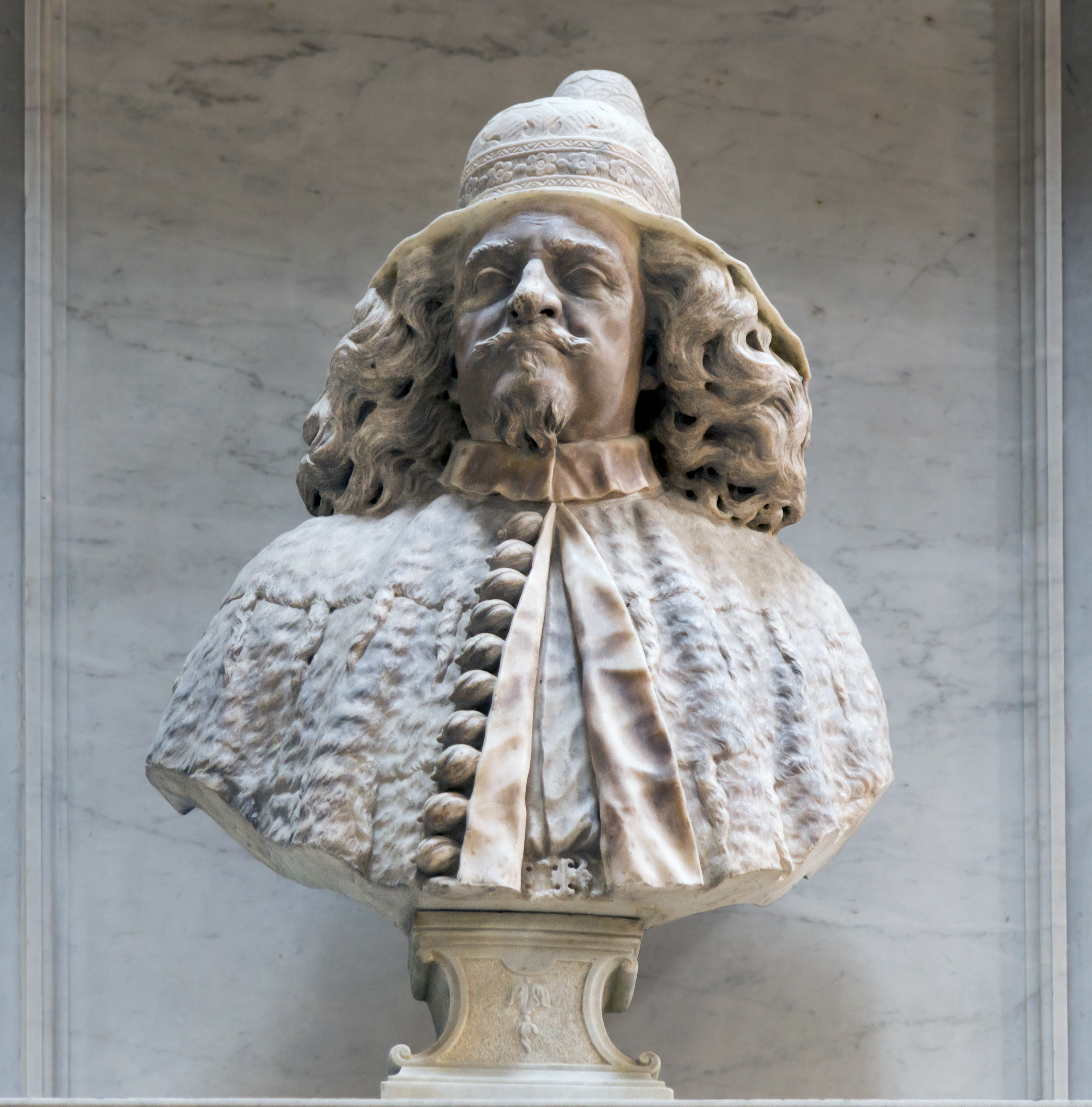
Nicolò Sagredo (Giovanni Gai).
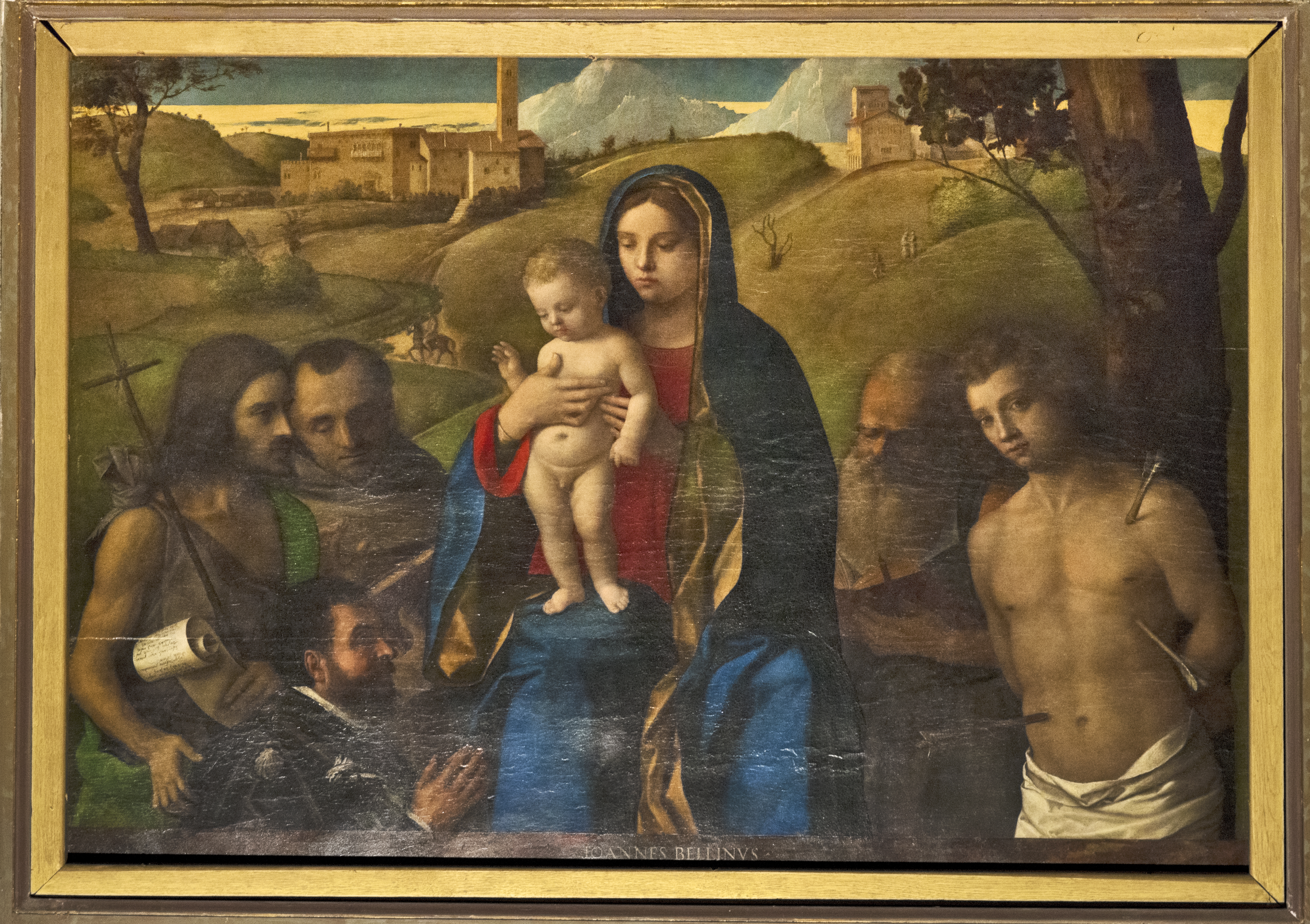
Vergine col putto, santi e donatore (Giovanni Bellini).
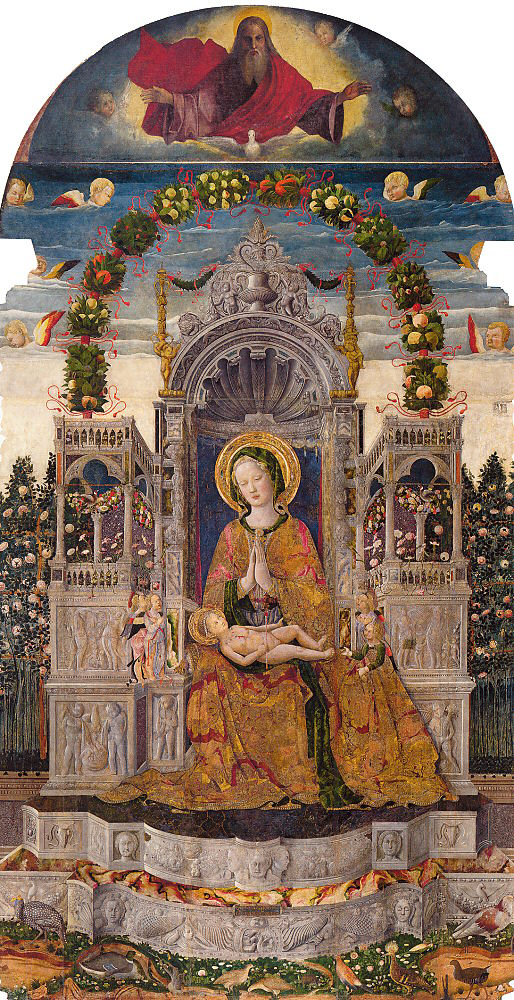
Vergine e bambino in trono (Antonio da Negroponte).
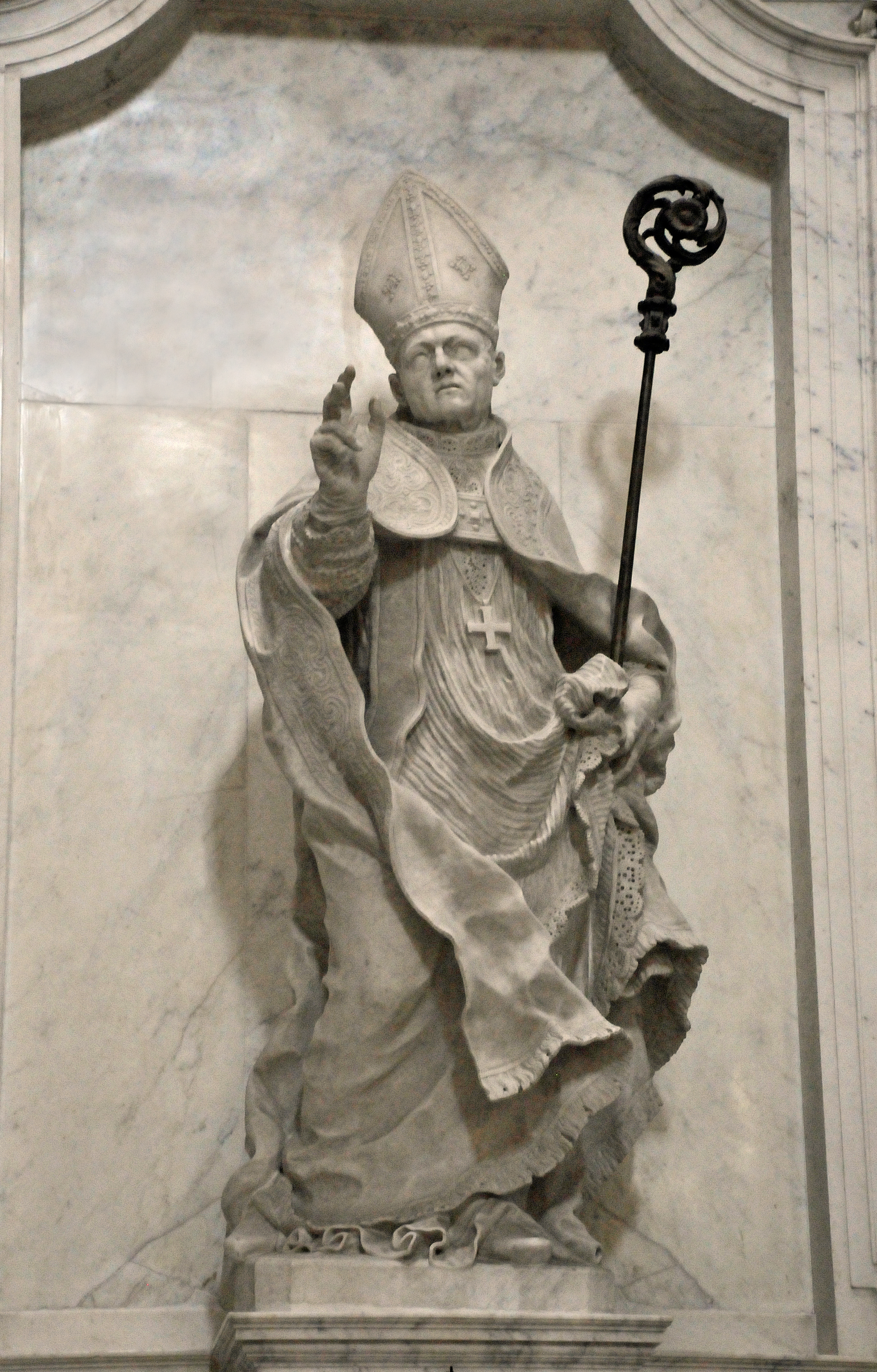
Estatua del beato Gerardo Sagredo, en la capilla Sagredo.
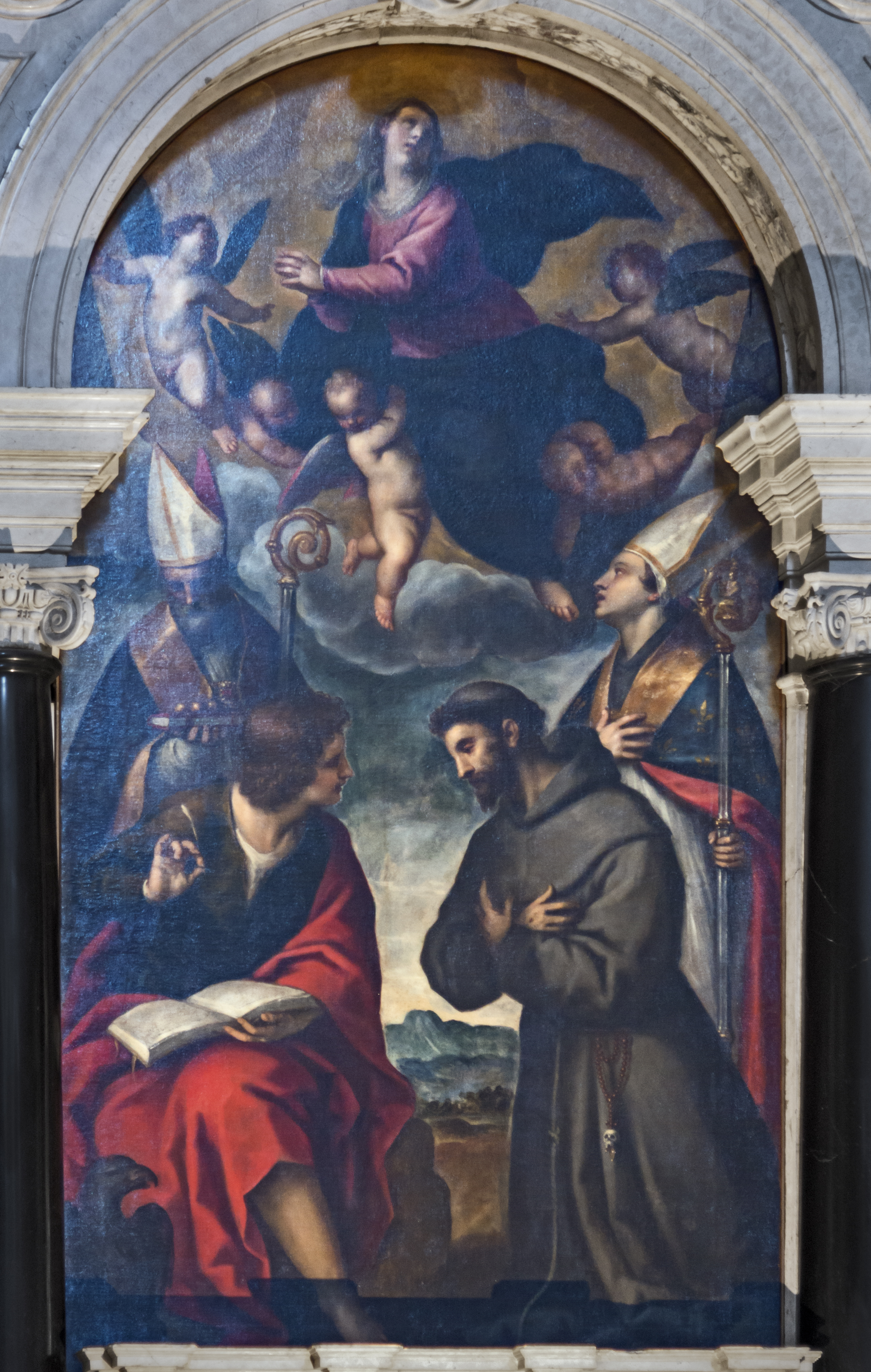
La Virgen en majestad y los santos Palma el Joven.

### Monumentos funerarios y osarios
En la iglesia y el claustro han sido enterrados, con importantes monumentos funerarios:
- Triadano Gritti (fal. 1474)
- Andrea Bragadin (fal. 1487, gobernador de Famagusta)
- Ermolao Barbaro  (fal. 1493, humanista)
- Giosafat Barbaro (fal. 1494, comerciante, diplomático y viajero)
- Andrea Gritti (fal. 1538, 77.º dogo)
- Girolamo Bragadin (fal. 1545, noble)
- Mateo de Bascio (fal. 1552, fundador de la Orden de los Hermanos Menores Capuchinos)
- Marcantonio Trevisan (fal. 1554, 80.º dogo)
- Cristoforo Surian (fal. 1563)
- Giovanni Grimani (fal. 1593, cardenal y patriarca)
- Alvise Gritti Mocenigo (fal. 1610)
- Leonardo Foscarini (fal. 1616)
- Francesco Contarini (fal. 1624, 95.º dogo)
- Nicolò Sagredo (fal. 1676, 105.º dogo)
- Alvise Contarini (fal. 1684, 106.º dogo)
- Luigi Sagredo (fal. 1688, patriarca)
- Bartolomeo Gradenigo (fal. 1778)
- Domenico Trevisan (político)

## Biblioteca
La biblioteca di San Francesco della Vigna ha sede nel convento. Già nel 1260 un "cenacolo che raccoglieva i letterati della città" si riuniva qui, ma la prima notizia certa dell'esistenza della biblioteca è del 2 de agosto 1437, quando papa Eugenio IV ordinò che i libri dei frati defunti non fossero dispersi ma restassero nel convento. 
La biblioteca de San Francesco della Vigna se encuentra en el convento. Ya en 1260 un «cenacolo che raccoglieva i letterati della città» ("cenáculo que reunía a los literatos de la ciudad"), se reunía aquí, pero la primera certeza de la existencia de la biblioteca es el 2 de agosto de 1437, cuando el papa Eugenio IV ordenó que los libros de los frailes difuntos no se dispersasenn, sino que permaneciesen en el convento. En el Quattrocento, Andrea Bragantin y Girolamo Badoer donaron muchas monedas de oro para la ampliación de la biblioteca. Fue cada vez más alargada, y era frecuentada también por los laicos.
Aunque esta biblioteca fue sometida a las incautaciones realizadas durante la era napoleónica, desde 1877 la biblioteca fue restablecida, y gracias a legados y donaciones de monjes y laicos, ampliada en el patrimonio literario. Desde 1989 el convento alberga la sede del Instituto de Estudios Ecuménicos San Bernardino.
El patrimonio se compone de alrededor de 80.000 volúmenes modernos catalogados y unos 13.000 libros antiguos. La biblioteca también conserva obras procedentes de algunos conventos franciscanos que cerraron hace pocos años.